# RB Leipzig
Rasen Ballsport Leipzig német futballcsapat, székhelye Lipcse. Az energiaital gyártó cég – a Red Bull −
2009-ben felvásárolta a SSV Markranstädt együttesét azzal a céllal, hogy 10 éven belül a Bundesligában szerepeljen az együttes. A 2009-10-es szezonban az ötödosztályból a negyedik vonalba jutottak fel. Két évvel később feljutottak a 3. Ligába. Rögtön első évükben gólkülönbségben lettek másodikak az 1. FC Heidenheim mögött, de így is feljutottak a Bundesliga 2-be. Az első osztályba két év után jutottak fel.

## Történelem

### Az alapítás előzményei
A Red Bull GmbH társtulajdonosa, Dietrich Mateschitz három és féléven keresztül keresett egy megfelelő helyet és csapatot, hogy befektessenek a német labdarúgásba. Lipcse mellett Hamburg, München és Düsseldorf városában is érdeklődtek. A vállalat már 2006-ban megpróbálkozott a csapatalapítással, a Sachsen Leipzig csapatát akarták felvásárolni. A tárgyalások előrehaladott állapotban voltak, de nem sokkal az üzlet megkötése előtt a Német labdarúgó-szövetség elutasította a névváltoztatást, valamint attól tartott, hogy az energiagyártó cégnek nagy a befolyása. Több hónapos szurkolói tüntetések következtében ezzel a tervvel a cég felhagyott.
A Red Bull GmbH ezek után az FC St. Pauli csapatával vette fel a kapcsolatot, miszerint lennének a klub szponzorai. A klub hamar felismerte, hogy többről van szó, mint puszta szponzorációról, így a tárgyalások hamar megszakadtak. Ezután már a TSV 1860 München csapatánál jelentkeztek a Red Bull képviselői, de a csapat nem volt érdekelt új befektetők keresésében. 2007-ben terveket készítettek, hogy a 100 éves múltra visszatekintő Fortuna Düsseldorf csapatába fektessenek be. Ezek a tervek hamar nyilvánosságra kerültek, amiből kiderült, hogy több mint 50%-os részesedést akartak szerezni az egyesületből. A klub szurkolói hatalmas tüntetésekbe kezdtek. Csakúgy, mint a Sachsen Leipzig csapatánál, itt is jogi akadályok hátráltatták őket. A klubtagok egyértelműen elutasították a cég terveit és a Német Szövetség sem engedélyezte a klub nevének megváltoztatását. A Red Bull úgy tervezte, hogy a klub Red Bull Düsseldorf néven fog szerepelni.
A sikertelen próbálkozások után Lipcse városára esett a választás, mely gazdag futball történelemmel rendelkezik. A városnak több csapata is volt, mint például az 1. FC Lokomotive Leipzig és a VfB Leipzig. Ez időben viszont gyenge volt a labdarúgása a városnak, 1994 óta nem volt Bundesliga csapata. 1998 óta a profiligában sem szerepelt lipcsei csapat. A város mellett szólt a modern infrastruktúra és a modern Zentralstadion, a 2006-os labdarúgó-világbajnokság egyik helyszíne, és amely a berlini Olimpiai Stadion után a legnagyobb stadion Kelet-Németországban. Egy magasabban jegyzett bajnokságban klubba befektetni költséges lett volna és a hagyományokhoz jobban ragaszkodnak. Ezért egy új klub alapításában gondolkoztak és felvették a kapcsolatot a Szász labdarúgó-szövetséggel (SFV). Az újonnan alapított kluboknak a Kreisklasse ligában kellett volna indulniuk, ezért az Oberligában szereplő csapatot kerestek az indulási jog megvásárlása végett. Ez az üzlet az SSV Markranstädt csapatával jött létre.

### A csapat alapítása
2009 májusában alapított labdarúgóklub, amely a RasenBallsport Leipzig és a Red Bull egybeolvadásával jött létre. A Német labdarúgó-szövetség (DFB) előírja, hogy a szponzori nevet nem használhatják a csapatok nevében. A "RasenBallsport" megegyezik a Red Bull monogramjával, így a címerben szerepelhet a saját színeivel.
A RB Leipzig célja az volt, hogy 8-10 éven belül a Bundesligában szerepeljen az együttes. Miután felvásárolták a SSV Markranstädt az ötödosztályból, így a Leipzig is az ötödvonalból kezdte meg az első szezonját. A keret nagy része maradt és a klub edzője Tino Vogel lett. 2010-ben az együttes beköltözött az új stadionjába a Red Bull Arena-ban.
A következő 10 évben a Red Bull 100 millió eurót fog belefektetni a csapatba. Jelentette be Dietrich Mateschitz a Red Bull tulajdonosa. Huub Stevens, a Red Bull Salzburg egykori menedzsere javasolta, hogy a két klub egy barátságos mérkőzést játsszon Lipcsében.

### Az első szezon az Oberligaban
2009. augusztus 8-án a Carl Zeiss Jena II elleni 1-1-es döntetlennel végződő mérkőzés volt a csapat első bajnoki mérkőzése az NOFV-OberligaSüd-ben. A következő mérkőzésen megszerezte a csapat az első bajnoki győzelmüket is a FSV Zwickau ellen 4-0-ra megnyert hazai mérkőzésen és a klub első gólját Michael Lerchl szerezte. Szeptember 13-án az első vereséget is elszenvedte a klub, a Budissa Bautzen együttesétől. Az őszi szezont bajnokként zárták. A szezon végéhez közeledve a csapatot már matematikailag sem lehetett utolérni, így feljutottak a Regionalligába. A csapat stratégia változtatásokon ment végbe ez idő alatt.
2010 januárjában az egyesület alapítója Andreas Sadlo elhagyta a klubot. Helyét Dietmar Beiersdorfer vette át, aki így a vezérigazgató, valamint az elnöke lett a klubnak. A bajnoki címet szerzett csapat edzője Tino Vogel volt és a segédedzője pedig Lars Weißenbergert volt, egészen májusig. Július 18-án bemutatták a klub új vezetőedzőjét, Tomas Oralt.

### RB Leipzig a Regionalligaban
2010. július 24-én az új stadiont a Red Bull Arenat a Schalke 04 elleni barátságos mérkőzésen avatták fel, amelyet 2-1-re veszített el a lipcsei egyesület. Hat nappal később ismét barátságos mérkőzést játszott a klub, a Hertha BSC ellen 2-1-re győzött a klub.
A Regionalligat sorozatban három döntetlennel kezdték. A 4. fordulóban szerezték meg az első győzelmüket a Holstein Kiel ellen 2-1-re megnyert bajnokin. A nyáron több játékos is érkezett a csapathoz, többek között, Thiago Rockenbach, Carsten Kammlott, Daniel Frahn, valamint Tim Sebastian a nevesebb játékosok közül. A szezon során a legnagyobb vereséget a csapat a hazai pályán szenvedte a Holstein Kiel ellen, 5-1-re kaptak ki a 21. fordulóban. A szezont a 4. helyen fejezték be az első szezonban.
A 2011-12-es szezon elején a klub vezetőedzője Peter Pacult lett, míg Thomas Linke lemondott februárban a sportigazgatói posztjáról. 2011. június 1-jén a Chemnitz FC ellen 1-0-ra megnyert mérkőzéssel a csapat megnyerte a Szászország kupáját, amivel jogot szerzett a Német kupában való indulásra.
A 2011-2012-es német kupában az 1. fordulóban a Bundesligában szereplő VfL Wolfsburg volt az ellen fele a csapatnak, de 3-2-re győzött a lipcsei csapat Daniel Frahn mesterhármasával, majd a következő fordulóban a szintén Bundesligában szereplő csapatott kaptak, az FC Augsburgot, de az Augsburg 1-0-ra legyőzte a klubot. 2012. február 19-én megszerezte a csapat a klub történetének legnagyobb győzelmét a SV Wilhelmshaven 8-2-re való legyőzésével. A szezont a 3. helyen fejezték be, így a következő szezont a Regionalliga Nordost-ban kezdi meg.
A 2012-2013-as szezont biztatóan kezdte a csapat, az első 10 mérkőzésen 8 győzelmet és csak 2 döntetlent szerzett új menedzserével, Alexander Zornigerrel. A szezon során több nagy gólarányú, gól gazdag mérkőzést nyert meg a csapat. 2013. május 7-én matematikailag is behozhatatlan előnnyel megnyerte idő előtt a klub a Regionalliga Nordost. A bajnokság gólkirálya Daniel Frahn lett. A szezon végén a csapat 2011 után, ismét megnyerte a Chemnitz FC ellen a Szászország kupáját. A bajnokság végén a rájátszásban hazai pályán 2-0-ra verték meg a Sportfreunde Lotte csapatát 30104 néző előtt, ami liga rekord lett. A visszavágón 2-0-ra kikaptak, de a hosszabbításban két gólt szerezve feljutottak a harmadosztályba.

### 3. Liga
A 2013-14-es szezont a Hallescher FC ellen megnyert idegenbeli mérkőzéssel kezdte a csapat. Denis Thomalla a TSG 1899 Hoffenheim-ből érkezett a csapathoz, hogy erősítse a támadó szekciót a csapatba, csak úgy, mint Yussuf Poulsen. A Német labdarúgókupában az FC Augsburg ellen az 1. fordulóban búcsúzott a klub. A bajnokság első gólja Daniel Frahn nevéhez fűződik. Augusztus végén az SV Wehen Wiesbaden csapata ellen 2-1-es vereséget szenvedtek, ez az első pont nélküli bajnoki mérkőzése az együttesnek. A bajnokság első felében a dobogó környékén helyezkedett a lipcsei csapat. Daniel Frahn és Yussuf Poulsen remek csatár párost alkottak az őszi szezonban. 2013. október 19-én a SSV Jahn Regensburg elleni hazai mérkőzésen 2-0-ra nyertek, amivel a tabella második helyére jöttek fel. Nem sokáig örülhettek, mert a következő fordulóban a Chemnitzer FC ellen 3-2-re elvesztett mérkőzés után vissza estek a harmadik helyre. November elején a Borussia Dortmund II ellen megnyert mérkőzést követően ismét a második helyen szerepeltek a tabellán.
A téli átigazolási szezonban érkezett a csapathoz Finnországból Mikko Sumusalo, valamint két középpályás, Diego Demme az SC Paderborn 07 csapatától és az osztrák Georg Teigl a Red Bull Salzburgtól. Federico Palacios Martínez volt az utolsó igazolása klubnak szezonközben. Az első számú kapus, Fabio Coltorti szezon közben megsérült, így a másodszámú kapus Erik Domaschke állt a kapuba, de később ő is sérülést szenvedett.  A klub Tim Wieset szerette volna leigazolni, de ez nem sikerült, így amíg a harmadszámú kapus, Benjamin Bellot lett a csapat első számú kapusa, addig az utánpótlásból került a kispadra Fabian Bredlow és Andreas Kerner.
2014. február 1-jén az MSV Duisburg ellen 2-1-re elvesztett idegenbeli mérkőzést követően a csapat egy tizenhat mérkőzésből álló veretlenségi sorozatot mutatott be. Tizenkét győzelem és négy döntetlen mérkőzés. Az 1. FC Saarbrücken ellen hazai pályán 5-1-re nyertek Dominik Kaiser mesterhármasával és a csapatkapitány, Daniel Frahn duplájával 42 713 szurkoló előtt. Ez volt a bajnokságban a legnagyobb arányú győzelmük és ezzel biztosították be a feljutásukat. A klub a bajnokság végére beérte a listavezető 1. FC Heidenheim csapatát, de gólkülönbség miatt a második helyen végzett a klub, de így is feljutott a Bundesliga 2-be.

### Bundesliga 2
A Német labdarúgó-szövetség vizsgálta a szezon előtt, hogy a klub kaphat-e licencet a másodosztályra. A Red Bull a német szabályozás szigora miatt sem névadó, sem többségi tulajdonos nem lehet, mint ahogy az RB utal rá. Hivatalosan a RasenBallverein rövidítése a klubnak. A klubot új logó megalkotására, és a főszponzortól független döntéshozó testületek felállítására szólította fel a liga. Merthogy az irányítást egy kilencfős testület irányítja, természetesen Red Bull-alkalmazottakkal, ami a kritikusok szerint provokáció a német labdarúgásban bevett szabályok ellen. A klub három kritériumnak kellett megfelelnie, hogy kell, hogy megfeleljen a követelményeknek. 800 euró alá kellett a tagsági díjakat csökkenteniük, az egyesületeknek szavazati többséggel kell rendelkezniük a Red Bull tisztviselőkkel szemben, valamint a klub logóját meg kellett változtatniuk. A Jogi Tribune Online internetes magazin szerint mind a három kritérium jogilag megkérdőjelezhető. 2014. április 30-án panasszal élt a Német labdarúgó-szövetségnél, amit május 8-án elutasítottak. Május 15-én engedélyt kaptak a másodosztályban való szereplésre, ha két követelményt teljesítenek. Meg kellett változtatniuk a klub címerét és új vezetőséget kellett felállítaniuk.
A szezon előtti felkészülési mérkőzéseken a klub több neves csapattal is megmérkőzött, mint például a francia Paris St. Germain, amely ellen 4-2-s győzelmet arattak. Ezek után a spanyol Getafe és az angol Queens Park Rangers ellen is pályára léptek, előbbi ellen 2-3-as vereség, utóbbi ellen 2-0-s győzelem a mérlege a lipcsei csapatnak. Az amerikai labdarúgó-válogatott labdarúgó Terrence Boyd és kölcsönben Ante Rebić az olasz ACF Fiorentinától is ekkor érkezett, valamint több válogatott játékos csatlakozott a csapathoz. Ifjúsági szinten is volt érkező, a magyar labdarúgó-válogatottban is pályára lépő Kalmár Zsolt is ekkor került a csapathoz, de csak az U19-es labdarúgó-Európa-bajnokság után csatlakozott a kerethez, csakúgy, mint a csapatban szereplő Joshua Kimmich. Az ifjúsági csapatból is kerültek fel az első keretbe, Patrick Strauß maradt az alapozás után is a csapatban, míg Smail Prevljak és Fabian Bredlow az Red Bull Salzburghoz kerültek kölcsönbe.
Augusztus 2-án az első bajnoki mérkőzésük a VfR Aalen ellen 0-0-s döntetlennel ért végett. A következő mérkőzés idegenben a TSV 1860 München ellen volt, amit 3-0-ra nyert meg a klub. Az első gólt a Bundesliga 2-ben Yussuf Poulsen szerezte meg. A német kupában az 1. fordulóban az SC Paderborn 07 ellen hosszabbításban jutottak tovább. Clemens Fandrich a 109. percben szerezte meg a győztes gólt, amivel 2-1-re megnyerték a mérkőzést. Az első vereség az Union Berlin ellen szenvedték szeptember végén. A német kupa 2. fordulójában a Erzgebirge Aue csapatát fogadták, amely ellen ismét hosszabbításban jutottak tovább 3-1-gyel. 2015 februárjában hullámvölgybe került a csapat, ami következtében menesztették Alexander Zorniger vezetőedzőt és helyére az ifjúsági csapat éléről Achim Beierlorzer nevezték ki a szezon végéig. Február 15-én az FSV Frankfurt elleni vereséggel debütált a klub élén. Március és április között a csapat a megszerezhető 24 pontból 17-et szerzett, amivel sikerült az 5.-6. helyre feljönniük a tabellán. A szezon hajrájában az utolsó négy bajnokiból hármat elvesztett a klub, ennek következtében elmaradt a feljutás és az 5. helyen végeztek a bajnokságban. A német kupában a 3. fordulóig jutottak, ahol a későbbi győztes VfL Wolfsburg ejtette ki őket.
A következő szezont a klub sportigazgatójával Ralf Rangnickkal kezdték meg, mint menedzser. Első igazolásai között volt Gulácsi Péter és Stefan Ilsanker, mindketten a Red Bull Salzburg csapatától. Davie Selke a Werder Bremen csapatától érkezett a klubhoz, míg Joshua Kimmich a Bayern Münchenhez távozott. Selke volt a másodosztály történetének legdrágább igazolása.
A német kupa 1. fordulójában a VfL Osnabrück 1-0-s vezetésnél a 71. percben a lelátóról fejbe dobták a játékvezetőt egy öngyújtóval, melynek következtében a sípmester a találkozó beszüntetése mellett döntött. Később a sportági szövetség döntése értelmében 2–0-s eredménnyel a második ligás lipcsei együttes jutott tovább a második körbe. Az Európai migrációs válságot a klub is támogatta komolyabb összegekkel. 2015. szeptember 11-én az SC Paderborn 07 elleni bajnokin 450 menekült vett részt. Az idényben végig a bajnokság élmezőnyéhez tartoztak, és a bajnoki címért álltak harcban, a tavaszi szezonban jórészt Gulácsival a kapuban, miután Fabio Coltorti megsérült. Végül a bajnoki cím a SC Freiburg csapatáé lett, a Lipcse pedig a bajnokság 2. helyén végezve jutott fel a Bundesligába. A szezon után Ralf Rangnick bejelentette, hogy visszatér a sportigazgatói pozíciójába, helyére az osztrák Ralph Hasenhüttl érkezett. Az ifjúsági csapatból bemutatkozott az első csapatban Idrissa Touré.

### Bundesliga
A nyári átigazolási időszak elején leigazolta a klub Benno Schmitzt, Timo Wernert és Marius Müllert. Voltak ez időben távozók is a klubon belül, a két osztrák Stefan Hierländer és Georg Teigl is elhagyták a klubot. A csapat új edzője, Ralph Hasenhüttl lett. Az első számú kapus továbbra is Gulácsi Péter maradt. A kupában 2–2 után tizenegyesekkel 5–4-re maradt alul Drezdában a Dynamóval szemben a klub. A mérkőzés után egy levágott bikafejet találtak, ami tiltakozás a lipcsei csapat ellen. Érkezett a skót Oliver Burke akit a Liverpool és a Bayern elől igazoltak le. Az első fordulóban a TSG 1899 Hoffenheim ellen idegenbeli mérkőzéssel kezdték meg a szezont az élvonalban, 2–2-es döntetlent játszott a két klub. 13 mérkőzésen keresztül veretlen maradt a klub és vezette újoncként a bajnokságot. December 10-én az FC Ingolstadt vetett végett a veretlenségi szériájának a klubnak, amikor 1–0-ra legyőzte a lipcsei csapatott. A téli szünet előtt a Bayern München elleni rangadóval zárták az évet. A bajorok ellen 3–0-ra kikaptak, ami azt jelentette hogy a 2. helyen teleltek. A téli felkészülési időszak alatt Dayot Upamecano érkezett az osztrák testvér csapattól, míg Kiriákosz Papadópulosz távozott. Februárban a Borussia Dortmund és a Hamburger SV ellen is kikaptak. A szezont a 2. helyen fejezték be, ami azt jelentette, hogy bajnokok ligájában indulhatnak. Viszont az UEFA szabályai alapján csak egy Red Bull által működtetett csapat indulhat a nemzetközi porondon a következő idényben. Végül a Leipzig és Salzburg is megkapta az UEFA engedélyét a 2017–2018-as Bajnokok Ligájában.
A 2017–18-as szezont a bajnokságot a Schalke 04 ellen kezdték meg idegenben, 2–0-ra kaptak ki. A Bajnokok Ligájában az AS Monaco, az FC Porto és a Beşiktaş JK lett az ellenfelük a csoportkörben. Szeptember 13-án az első nemzetközi mérkőzésüket a Monaco ellen játszották, amely mérkőzés 1–1-s döntetlennel ért véget és Emil Forsberg szerezte az első gólt a csapatban. Október 14-én a Borussia Dortmund ellen a Signal Iduna Parkban 3–2-re nyertek. Pár nappal később a kupában a 2. körben a Bayern München elleni 1–1-es rendes játékidőt követően tizenegyesekkel maradtak alul, kiestek. A Bajnokok Ligájában a csoportjuk harmadik helyén végeztek, így kiestek az Európa-ligába. A téli átigazolási időszakban az angol Ademola Lookman érkezett kölcsönben az Everton csapatától. 2018. március 18-án a bajnokságban 2–1-re legyőzték a Bayern Münchent Naby Keïta és Timo Werner góljával. Április 12-én az Olympique de Marseille ellen 5–3-as összesítéssel búcsúztak a nemzetközi kupától. Május 12-én bejelentették, hogy a szezont követően megválnak Ralph Hasenhüttl vezetőedzőtől. A bajnokságot a 6. helyen fejezték be.
A 2018–19-es szezonban ismét Ralf Rangnick irányította a csapatot. A bajnokságban a 3. helyen végeztek a bajnok Bayern München és az ezüstérmes Borussia Dortmund mögött, így automatikus Bajnokok Ligája-indulók lettek. A kupában a dőntőig meneteltek, de a Bayern München ellen 3–0-ra kikaptak a berlini Olimpiai Stadionban. Az Európa-ligában a 2. selejtezőkörben kiemeltként indult és a svéd BK Häcken ellen 5–1-es összesítéssel jutott tovább. A következő körben a román CS Universitatea Craiova csapata ellen 4–2-s összesítéssel ment tovább. A rájátszás során az ukrán Zorja Luhanszk ellen jutottak tovább 3–2-vel. A csoportkörben a 3. helyen végeztek a testvér Red Bull Salzburg csapata és a skót Celtic mögött.
A 2019–20-as idényt Julian Nagelsmann vezetőedzővel kezdték meg.

## Szezonok
| 2009/10                                    | NOFV-Oberliga Süd (V)     | 1 | 26 | 2  | 2  | 74 | 17 | 80 | nem indult   |
| 2010/11                                    | Regionalliga Nord (IV)    | 4 | 18 | 10 | 6  | 57 | 29 | 64 | nem indult   |
| 2011/12                                    | Regionalliga Nord (IV)    | 3 | 22 | 7  | 5  | 71 | 30 | 73 | 2. forduló   |
| 2012/13                                    | Regionalliga Nordost (IV) | 1 | 21 | 9  | 0  | 65 | 22 | 72 | nem indult   |
| 2013/14                                    | 3. Liga                   | 2 | 24 | 7  | 7  | 65 | 34 | 79 | 1. forduló   |
| 2014/15                                    | Bundesliga 2              | 5 | 13 | 11 | 10 | 39 | 31 | 50 | 3. forduló   |
| 2015–16                                    | Bundesliga 2              | 2 | 20 | 7  | 7  | 54 | 32 | 67 | 2. forduló   |
| 2016–17                                    | Bundesliga                | 2 | 20 | 7  | 7  | 66 | 39 | 67 | 1. forduló   |
| 2017–18                                    | Bundesliga                | 6 | 15 | 8  | 11 | 57 | 53 | 53 | 2. forduló   |
| 2018–19                                    | Bundesliga                | 3 | 19 | 9  | 6  | 63 | 29 | 66 | döntő        |
| 2019–20                                    | Bundesliga                | 3 | 17 | 12 | 3  | 79 | 34 | 63 | nyolcaddöntő |
| 2020–21                                    | Bundesliga                | 2 | 19 | 8  | 7  | 60 | 32 | 65 | döntő        |
| 2021–22                                    | Bundesliga                | 4 | 17 | 7  | 10 | 72 | 37 | 58 | győztes      |
| 2022–23                                    | Bundesliga                | 3 | 20 | 6  | 8  | 64 | 41 | 66 | győztes      |
| 2023–24                                    | Bundesliga                | 4 | 19 | 8  | 7  | 77 | 39 | 65 | 2. forduló   |
| Zöld jelzés feljutás, piros jelzés kiesés. |                           |   |    |    |    |    |    |    |              |

## Sikerei
- Regionalliga Nordost (IV) bajnok: 2013
- NOFV-Oberliga Süd (V) bajnok: 2010
- Szászország-kupa: 2011, 2013
- Német (DFB)-Kupa: 2022, 2023
- DFB-szuperkupa: 2023

## Testvér csapatok
- FC Red Bull Salzburg
- SSV Markranstädt (2010 júniusában véget ért az együttműködés)
- ESV Delitzsch, tartalékcsapat (2011 júniusában véget ért az együttműködés)
- New York Red Bulls
- Red Bull Brasil
- Red Bull Ghana

## Korábbi edzők
- Tino Vogel (2009–2010)
- Tomas Oral (2010–2011)
- Peter Pacult (2011–2012)
- Alexander Zorniger (2012-2015)
- Achim Beierlorzer (2015)
- Ralf Rangnick (2015-2016)
- Ralph Hasenhüttl (2016-2018)
- Ralf Rangnick (2018–2019)
- Julian Nagelsmann (2019–2021)
- Jesse Marsch (2021)
- Achim Beierlorzer (2021)
- / Domenico Tedesco (2021–2022)
- Marco Rose (2022–2025)
- Lőw Zsolt (2025)
- Ole Werner (2025–)

## Stadion
A régi SSV Markranstädt csapat stadionjában a Stadion am Bad-ban (amely 5500 férőhelyes stadion) játszotta a legtöbb hazai mérkőzését, míg nem készült el a csapat új stadionja. 2010. július 1-jétől a csapat új stadionja a Red Bull Arena rendelkezésre állt, amely 44.345 ülőhellyel rendelkezik.

## Játékosok

### Jelenlegi keret
Utolsó módosítás: 2024. szeptember 2.
A vastaggal jelzett játékosok felnőtt válogatottsággal rendelkeznek.
A dőlttel jelzett játékosok kölcsönben szerepelnek a klubnál.
| Mezszám                | Név                    | Nemzetiség         | Születési hely           | Születési idő                  | Korábbi csapat           | Érték (€)  | Szerződés lejárta |
| Kapusok                | Kapusok                | Kapusok            | Kapusok                  | Kapusok                        | Kapusok                  | Kapusok    | Kapusok           |
| ---------------------- | ---------------------- | ------------------ | ------------------------ | ------------------------------ | ------------------------ | ---------- | ----------------- |
| 1                      | Gulácsi Péter          | magyar             | Budapest                 | 1990. május 6. (35 éves)       | FC Red Bull Salzburg     | 5 000 000  | 2025.06.30.       |
| 25                     | Leopold Zingerle       | német              | München                  | 1994. április 10. (31 éves)    | SC Paderborn 07          | 400 000    | Nem publikus      |
| 26                     | Martin Vandevoordt     | belga              | Sint-Truiden             | 2002. február 26. (23 éves)    | KRC Genk                 | 8 000 000  | 2029.06.30.       |
| Védők                  |                        |                    |                          |                                |                          |            |                   |
| 3                      | Lutsharel Geertruida   | holland · CUW      | Rotterdam                | 2000. július 18. (25 éves)     | Feyenoord                | 32 000 000 | 2027.06.30.       |
| 4                      | Willi Orbán            | magyar · német     | Kaiserslautern           | 1992. november 3. (32 éves)    | 1. FC Kaiserslautern     | 10 000 000 | 2027.06.30.       |
| 5                      | El Chadaille Bitshiabu | francia · COD      | Villeneuve-Saint-Georges | 2005. május 16. (20 éves)      | Paris Saint-Germain FC   | 12 000 000 | 2028.06.30.       |
| 16                     | Lukas Klostermann      | német              | Gevelsberg               | 1996. június 3. (29 éves)      | VfL Bochum               | 7 000 000  | 2028.06.30.       |
| 22                     | David Raum             | német              | Nürnberg                 | 1998. április 22. (27 éves)    | TSG 1899 Hoffenheim      | 25 000 000 | 2027.06.30.       |
| 23                     | Castello Lukeba        | francia · Angola   | Lyon                     | 2002. december 17. (22 éves)   | Olympique Lyonnais       | 50 000 000 | 2029.06.30.       |
| 39                     | Benjamin Henrichs      | német · ghána      | Bocholt                  | 1997. február 23. (28 éves)    | AS Monaco FC             | 17 000 000 | 2025.06.30.       |
| Középpályások          |                        |                    |                          |                                |                          |            |                   |
| 6                      | Elif Elmasz            | MKD                | Szkopje                  | 1999. szeptember 24. (25 éves) | SSC Napoli               | 12 000 000 | 2028.06.30.       |
| 7                      | Antonio Nusa           | NOR · NGA          | Langhus                  | 1998. május 7. (27 éves)       | Club Brugge              | 28 000 000 | 2029.06.30.       |
| 8                      | Amadou Haidara         | mali               | Bamako                   | 1998. január 31. (27 éves)     | FC Red Bull Salzburg     | 20 000 000 | 2026.06.30.       |
| 10                     | Xavi Simons            | holland · Suriname | Amszterdam               | 2003. április 21. (22 éves)    | Paris Saint-Germain FC   | 80 000 000 | 2025.06.30.       |
| 13                     | Nicolas Seiwald        | osztrák            | Kuchl                    | 2001. május 4. (24 éves)       | FC Red Bull Salzburg     | 16 000 000 | 2028.06.30.       |
| 14                     | Christoph Baumgartner  | osztrák            | Horn                     | 1999. augusztus 1. (26 éves)   | TSG 1899 Hoffenheim      | 18 000 000 | 2028.06.30.       |
| 18                     | Arthur Vermeeren       | belga              | Torres Vedras            | 2002. augusztus 30. (22 éves)  | Atlético de Madrid       | 25 000 000 | 2025.06.30.       |
| 24                     | Xaver Schlager         | osztrák            | Linz                     | 1997. szeptember 28. (27 éves) | VfL Wolfsburg            | 28 000 000 | 2026.06.30.       |
| 44                     | Kevin Kampl            | szlovén            | Solingen                 | 1990. október 9. (34 éves)     | Bayer 04 Leverkusen      | 3 500 000  | 2024.06.30.       |
| 47                     | Viggo Gebel            | német              | Németország, ?           | 1996. március 6. (29 éves)     | Utánpótlásból került fel | 350 000    | Nem publikus      |
| Támadók                |                        |                    |                          |                                |                          |            |                   |
| 9                      | Yussuf Poulsen         | dán · TAN          | Koppenhága               | 1994. június 15. (31 éves)     | Lyngby BK                | 5 000 000  | 2026.06.30.       |
| 11                     | Loïs Openda            | belga · Marokkó    | Liège                    | 2000. február 16. (25 éves)    | RC Lens                  | 60 000 000 | 2028.06.30.       |
| 19                     | André Silva            | POR                | Baguim do Monte          | 1995. november 6. (29 éves)    | Real Sociedad            | 5 000 000  | 2026.06.30.       |
| 30                     | Benjamin Šeško         | szlovén            | Radeče                   | 2003. május 31. (22 éves)      | FC Red Bull Salzburg     | 24 000 000 | 2028.06.30.       |
| Kölcsönadott játékosok |                        |                    |                          |                                |                          |            |                   |
| Név                    | Poszt                  | Nemzetiség         | Születési hely           | Születési idő (kor)            | Kölcsönben itt           | Érték (€)  | Kölcsön lejárta   |
| Janis Blawisch         | kapus                  | német              | Willich                  | 1991. május 2. (23 éves)       | FC Red Bull Salzburg     | 1 000 000  | 2025.06.30.       |
| Frederik Jäkel         | védő                   | német              | Dommitzsch               | 2001. március 7. (24 éves)     | SV Elversberg            | 1 200 000  | 2025.06.30.       |
| Tim Köhler             | védő                   | GUI · spanyol      | Leipzig                  | 2005. május 2. (20 éves)       | SC Verl                  | 125 000    | 2025.06.30.       |
| Ilaix Moriba           | középpályás            | GUI · spanyol      | Conakry                  | 2003. január 19. (22 éves)     | RC Celta de Vigo         | 3 000 000  | 2025.06.30.       |
| Yannick Eduardo        | támadó                 | cseh · holland     | Kadaň                    | 2002. január 23. (23 éves)     | De Graafschap            | 200 000    | 2025.06.30.       |
| Timo Werner            | támadó                 | német              | Stuttgart                | 1996. március 6. (29 éves)     | rTottenham Hotspur FC    | 15 000 000 | 2025.06.30.       |

## Edzői stáb
- Vezetőedző:  Lőw Zsolt
- Másodedző:  Alexander Zickler
- Másodedző:  Frank Geideck
- Másodedző:  Marco Kurth
- Kapus edző:  Frederik Gössling
- Erőnléti edző:  Daniel Behlau
- Erőnléti edző:  Kai Kraft
- Erőnléti edző:  Ruwen Faller

## Nemzetközi mérkőzések
| Sorozat                    | Forduló   | Klub                     | Otthon | Idegenben | Össz.      |
| -------------------------- | --------- | ------------------------ | ------ | --------- | ---------- |
| 2017/18-as Bajnokok ligája | G csoport | Monaco                   | 1–1    | 4–1       | 3.hely     |
| 2017/18-as Bajnokok ligája | G csoport | Beşiktaş                 | 1–2    | 0–2       | 3.hely     |
| 2017/18-as Bajnokok ligája | G csoport | Porto                    | 3–2    | 1–3       | 3.hely     |
| 2017/18-as Európa-Liga     | L32       | Napoli                   | 0–2    | 3–1       | 3–3 (i.g.) |
| 2017/18-as Európa-Liga     | NYD       | Zenyit Szankt-Petyerburg | 2–1    | 1–1       | 3–2        |
| 2017/18-as Európa-Liga     | ND        | Marseille                | 1–0    | 2–5       | 3–5        |
| 2018/19-es Európa-Liga     | 2.forduló | BK Häcken                | 4–0    | 1–1       | 5–1        |
| 2018/19-es Európa-Liga     | 3.forduló | Universitatea Craiova    | 3–1    | 1–1       | 4–2        |
| 2018/19-es Európa-Liga     | PO        | Zorya Luhansk            | 3–2    | 0–0       | 3–2        |
| 2018/19-es Európa-Liga     | B Csoport | Celtic                   | 2–0    | 1–2       | 3.hely     |
| 2018/19-es Európa-Liga     | B Csoport | Rosenborg                | 1–1    | 3–1       | 3.hely     |
| 2018/19-es Európa-Liga     | B Csoport | Red Bull Salzburg        | 2–3    | 0–1       | 3.hely     |
| 2019/20-as Bajnokok ligája | G Csoport | Benfica                  | 2–2    | 2–1       | 1.hely     |
| 2019/20-as Bajnokok ligája | G Csoport | Lyon                     | 0–2    | 2–2       | 1.hely     |
| 2019/20-as Bajnokok ligája | G Csoport | Zenyit Szankt-Petyerburg | 2–1    | 2–0       | 1.hely     |
| 2019/20-as Bajnokok ligája | NYD       | Tottenham Hotspur        | 3–0    | 1–0       | 4–0        |
| 2019/20-as Bajnokok ligája | ND        | Atlético Madrid          | 2–1    |           |            |
| 2019/20-as Bajnokok ligája | ED        | Paris Saint-Germain      | 0–3    |           |            |
| 2020/21-es Bajnokok ligája | H Csoport | Paris Saint-Germain      | 2–1    | 0–1       | 2. hely    |
| 2020/21-es Bajnokok ligája | H Csoport | Manchester United        | 0–5    | 3–2       | 2. hely    |
| 2020/21-es Bajnokok ligája | H Csoport | İstanbul Başakşehir      | 2–0    | 4–3       | 2. hely    |

## Ismertebb játékosok
- Pascal Borel
- Nico Frommer
- Tom Geißler
- Ingo Hertzsch
- Thomas Kläsener
- Pekka Lagerblom
- Steven Lewerenz
- Lars Müller
- Sven Neuhaus
- Daniel Rosin
- Timo Rost
- Roman Wallner
- Maximilian Watzka
- Szoboszlai Dominik
- Gulácsi Péter
- Willi Orbán

## Női csapat
2019. augusztus 19. szerint.
| #  |     | Poszt | Név                  |
| -- | --- | ----- | -------------------- |
| 1  | GER | K     | Gina Schüller        |
| 2  | GER | V     | Maria Ebersbach      |
| 3  | GER | V     | Johanna Kaiser       |
| 4  | GER | V     | Anika Metzner        |
| 5  | GER | KP    | Josefine Schaller    |
| 6  | GER | V     | Sophia Löser         |
| 7  | GER | KP    | Madlen Frank         |
| 8  | GER | CS    | Natalie Teubner      |
| 10 | GER | KP    | Marie Luise Herrmann |
| 11 | GER | CS    | Lisa Reichenbach     |
| 12 | GER | V     | Chiara Benedetto     |
| 13 | GER | KP    | Lea Mauly            |

| #  |     | Poszt | Név                    |
| -- | --- | ----- | ---------------------- |
| 17 | GER | KP    | Sophie Görner          |
| 18 | GER | CS    | Lena Güldenpfennig     |
| 22 | GER | K     | Franziska Glaser       |
| 24 | GER | V     | Lisa Engler            |
| 25 | GER | KP    | Jasmin Petters         |
| 29 | GER | CS    | Larissa Schreiber      |
| 31 | GER | CS    | Anja Mittag            |
| 99 | GER | K     | Anna Felicitas Sarholz |
|    | GER | KP    | Emily Reißmann         |
|    | TUR | KP    | Busem Şeker            |
|    | GER | CS    | Natalie Grenz          |
|    | JPN | CS    | Takahasi Fuko          |

## Statisztikák, rekordok
Az alábbi táblázatok az RB Leipzig első csapatában a legtöbb mérkőzésen pályára lépő és a legtöbb gólt szerző játékosokat mutatják. A bajnoki mérkőzések mellett a hazai és nemzetközi kupasorozatok összes mérkőzését is figyelembe veszik, az amatőr kupákat viszont nem jegyzi.

### Legtöbbször pályára lépők
2025. június 1-i állapot szerint.
| [ 103 ] [ 104 ]    |              |             |                  |                  |
| Név                | Nemzetiség   | Poszt       | Az RB Leipzigben | Mérkőzések száma |
| Yussuf Poulsen     | Dánia        | csatár      | 2013–2025        | 425              |
| Willi Orbán        | Magyarország | hátvéd      | 2015–            | 348              |
| Gulácsi Péter      | Magyarország | kapus       | 2015–            | 339              |
| Lukas Klostermann  | Németország  | hátvéd      | 2014–            | 326              |
| Emil Forsberg      | Svédország   | középpályás | 2014–2023        | 325              |
| Kevin Kampl        | Szlovénia    | középpályás | 2017–            | 280              |
| Marcel Halstenberg | Németország  | középpályás | 2015–2023        | 240              |
| Marcel Sabitzer    | Ausztria     | csatár      | 2014–2021        | 229              |
| Amadou Haidara     | Mali         | középpályás | 2018–            | 222              |
| Diego Demme        | Németország  | középpályás | 2014–2020        | 214              |

 vastag betűvel  van jelölve az a játékos aki jelenleg is a csapat tagja 

### Legeredményesebbek
2025. június 1-i állapot szerint.
|    | Név                | Évek             | Nemzetiség    | Meccsek | Gólok | G/M  |
| -- | ------------------ | ---------------- | ------------- | ------- | ----- | ---- |
| 1  | Timo Werner        | 2016–2020, 2022– | Németország   | 213     | 113   | 0.53 |
| 2  | Yussuf Poulsen     | 2013–            | Dánia         | 425     | 95    | 0.22 |
| 3  | Daniel Frahn       | 2010–2015        | Németország   | 154     | 87    | 0.56 |
| 4  | Emil Forsberg      | 2015–2023        | Svédország    | 325     | 71    | 0.22 |
| 5  | Christopher Nkunku | 2019–2023        | Franciaország | 172     | 70    | 0.41 |
| 6  | Marcel Sabitzer    | 2015–2021        | Ausztria      | 229     | 52    | 0.23 |
| 7  | Loïs Openda        | 2023–            | Belgium       | 90      | 41    | 0.46 |
| 8  | Benjamin Šeško     | 2023–            | Szlovénia     | 87      | 39    | 0.45 |
| 9  | Dominik Kaiser     | 2012–2018        | Németország   | 167     | 34    | 0.20 |
| 10 | Willi Orbán        | 2015–            | Magyarország  | 348     | 33    | 0.09 |

 vastag betűvel  van jelölve az a játékos aki jelenleg is a csapat tagja 

### Legjobb gólszerzők szezononként
| Szezon  | Név                          | Bajnokság            | Gólok |
| ------- | ---------------------------- | -------------------- | ----- |
| 2009–10 | Jochen Höfler                | NOFV-Oberliga Süd    | 14    |
| 2010–11 | Daniel Frahn                 | Regionalliga Nord    | 16    |
| 2011–12 | Daniel Frahn                 | Regionalliga Nord    | 26    |
| 2012–13 | Daniel Frahn                 | Regionalliga Nordost | 20    |
| 2013–14 | Daniel Frahn                 | 3. Liga              | 19    |
| 2014–15 | Yussuf Poulsen               | Bundesliga 2         | 11    |
| 2015–16 | Davie Selke                  | Bundesliga 2         | 10    |
| 2016–17 | Timo Werner                  | Bundesliga           | 21    |
| 2017–18 | Timo Werner                  | Bundesliga           | 21    |
| 2018–19 | Timo Werner & Yussuf Poulsen | Bundesliga           | 19    |
| 2019–20 | Timo Werner                  | Bundesliga           | 34    |
| 2020–21 | Yussuf Poulsen               | Bundesliga           | 11    |
| 2021–22 | Christopher Nkunku           | Bundesliga           | 35    |
| 2022–23 | Christopher Nkunku           | Bundesliga           | 23    |
| 2023–24 | Loïs Openda                  | Bundesliga           | 28    |
| 2024–25 | Benjamin Šeško               | Bundesliga           | 21    |

## Szurkolók

### Szurkolói csoportok
- LE Bulls[105]
- BULLS CLUB[106]
- RBL Fans Delitzsch
- RB Freunde Bennewitz
- Glücksbullen[107]
- Sprottaer Bullenstall
- Sachsen Bulls

## Magyarok a klubnál
| Játékosok - Kalmár Zsolt (2014–2017) - Gulácsi Péter (2015–) - Willi Orbán (2015–) - Szoboszlai Dominik (2021–2023) - Szántó Gergő (akadémia, 2013–2014) - Torkos Attila (akadémia, 2013–2014) | Edzők - Bódog Tamás (másodedző, 2012–2015) - Lőw Zsolt (másodedző, 2015–2018, vezetőedző 2025) |